# 自見英子
自見英子（日语：／，1976年2月15日—）是日本的政治人物、医生，自由民主党所属参議院議員（1期），厚生勞動大臣政務官。
父親是曾任眾議院議員、参議院議員、郵政大臣的医生自見庄三郎。丈夫是眾議院議員、前首相桥本龙太郎之子橋本岳，本名橋本英子。

## 生平
生於長崎縣佐世保市，長於福岡縣北九州市。1988年3月畢業於福岡縣北九州市立霧丘小学校，1991年3月畢業於明治学園中学校，1994年畢業於布魯克萊恩高級中學（美国麻省布魯克萊恩），1998年8月畢業於筑波大学第三学群国際關係学類，2004年3月畢業於東海大学医学部。
畢業後，成為東海大学医学部附属醫院初期研修医。2006年，成為池上綜合醫院内科後期研修医。2007年，加入東京大学医学部小兒科，在附属醫院小兒科工作。2008年，加入青梅市立綜合醫院小兒科。2009年，加入虎之門醫院小兒科至今（非常勤）。
2010年至2013年7月，任父親自見庄三郎的議員秘書。
2013年，任NPO法人日本育兒顧問協会（日本子育てアドバイザー協会）理事。2014年12月24日，獲選為第24屆日本參議院議員通常選舉中，日本医師会旗下政治團体日本醫師聯盟的組織内候選人。2015年，成為自民党参議院比例区（全国区）支部長、日本医師会男女共同参画委員会委員、日本医師聯盟参与、日本小兒科医聯盟参与、東海大学医学部医学科客座講師。
2016年7月10日，出選第24屆參議院議員通常選舉比例区，首次当選。
2019年9月13日，就任第4次安倍第2次改造内閣的厚生勞動大臣政務官。
2020年2月，就任鑽石公主号担当政務官，與橋本岳2人一起，在出現新型冠狀病毒感染症集體感染的船上進行現場指揮。
現居東京都。

## 政策
- 創建人人可安心且不多不少地獲得所需医療、護理、福利服務的社会[11]。
  - 守護及發展全民保險制度。
  - 延展健康寿命。
  - 查明医療事故原因，構建預防措施。
  - 創建医療產業員工可安心工作的環境。
  - 構建医療業者可在財務上健康經營的税制。
  - 反對為医療營利化而放寬監管，以守護人們的生命及健康。
  - 消除医生分配不均、医生及護士不足情況。
  - 支援災害受災地的復興。
  - 創建災害時亦可提供医療及護理服務的制度。
- 創建貼近社區的保健、医療、護理服務提供体制，創建社區全面護理系統[11]。
  - 創建主治医支援社區居民的制度。
  - 創建社區保健、医療、護理服務綜合提供制度，涵蓋人的一生，包括疾病急性期及居家階段。
- 推進兒童及育兒支援，創建女性能發揮更多力量的社会[11]。
  - 推進男女共同参画。
  - 創建社區育兒相互支援制度。
  - 創建支援女性醫生、医療產業女性職員復職的制度。
  - 擴充医療產業工作地點内的保育園。
  - 加強学校中有關保健及医療的教育。

## 主張
- 支持加強被動吸煙應對的健康增進法改正案[12]。

## 主要職位
- NPO法人日本育兒顧問協会理事
- 自民党参議院比例区（全国区）支部長[3]
- 日本医師会男女共同参画委員会委員[3]
- 日本醫師聯盟参与、日本小兒科医聯盟参与[3]
- 東海大学医学部医学科客座講師[3]
- 公益社團法人日本小兒科学会認定小兒科專科医生[13]

## 所属團体、議員聯盟
- 日本尊嚴及國益守護會（幹事）[14]

## 出演節目

### 電台
- 自見英子的醫療＆健康咖啡（自見はなこのメディカル＆ヘルスカフェ，日經廣播電台第1放送）- 2016年1月6日－2016年2月24日
- 茁壯成長兒童的未來健康計劃（日本放送）※主持，- 2018年1月7日－

## 外部連結
- 自見英子 官方網站 （页面存档备份，存于）
- 自見英子事務所的Facebook專頁
- YouTube上的自見英子頻道

| 官衔            | 官衔                                           | 官衔     |
| --------------- | ---------------------------------------------- | -------- |
| 前任： 新谷正義 | 厚生勞動大臣政務官 與小島敏文共同擔任 2019年－ | 繼任： ' |